# گات‌سون
گات‌سون (به کره‌ای: 갓세븐؛ به انگلیسی: GOT7) یک گروه موسیقی کی-پاپ است که در ژانویه ۲۰۱۴ و زیر نظر کمپانی موسیقی جی‌وای‌پی انترتینمنت آغاز به‌کار کرد و شامل ۷ عضو است: جی بی، مارک، جکسون، جین‌یونگ، یونگ‌جه، بم‌بم و یوگیوم.
این گروه در ۲۰ ژانویهٔ ۲۰۱۴، اولین آلبوم چندآهنگه خود را با عنوان «گرفتی؟» یا همان «Got It» ، منتشر کرد و در ۲۲ اکتبر ۲۰۱۴، با انتشار تک‌آهنگ «دور دنیا» یا «Around The World»، فعالیت‌های خود را در ژاپن آغاز نمود. در این سال آلبوم «Got Love» و «Identify» را نیز منتشر کرد و عنوان «بهترین هنرمند نوظهور» را در جشنوارهٔ جوایز موسیقی سئول از آنِ خود کرد و همچنین موفق به دریافت جوایز «هنرمند تازه‌کار» و «ستارهٔ حسن‌نیت چین»، در ۲۹امین جشنوارهٔ جوایز گلدن دیسک شد.
در سال ۲۰۱۵ آلبوم «Just Right» را منتشر کرد و در سال ۲۰۱۶، سری آلبوم‌های «Flight Log» یا «دفتر پرواز» را منتشر کرد که شامل سه بخش اصلی یا سه آلبوم دیگر بود:
Departure - Turbulance - Arrival. دو آلبوم اول در سال ۲۰۱۶ و آلبوم آخر به همراه فعالیت‌های دیگر آن‌ها نظیر کامبک جی جی پروجکت و آلبوم ژاپنی «Turn Up» و تک آهنگ «My Swagger» و آلبوم «7for7» در سال ۲۰۱۷ منتشر شد.
سپس در سال ۲۰۱۸ فعالیت‌هایی ازجمله انتشار آلبوم «Eyes On You» با تایتل «Look» ، انتشار تک آهنگ «The New Era» و انتشار آلبوم «Present:You» با تایتل «Lullaby» داشت.
سپس ورژن دوم آلبوم به نام persent: you and me با تایتل miracle و سپس با آلبوم ژاپنی l won't let you go به کار خود ادامه دادند.
گات سون در سال ۲۰۱۹ با مینی آلبوم «spinning top» با تایتل «eclipse» به کار خود ادامه دادند، و موفقیت‌های جهانی بسیاری بدست آورد.
در ۲۰ آوریل ، گات‌سون یازدهمین مینی آلبوم خود را با نام Dye به همراه تک آهنگ اصلی خود، «Not By the Moon» منتشر کرد. آنها در روز اول ۱۵۹٬۰۹۸ نسخه و در هفته اول ۲۸۱٬۷۹۱ نسخه از آن فروختند، توانستند رکورد فروش روز اول و هفته اول خود را بشکنند. همچنین در جدول آلبوم‌های جهانی بیلبورد در شماره ۴ آغاز به کار کرد.
در تاریخ ۳۰ نوامبر، گات‌سون چهارمین آلبوم استودیویی خود را با نام Breath of Love: Last Piece به همراه تک آهنگ اصلی خود، «Last Piece» منتشر کرد. یک تک آهنگ پیش از انتشار، «Breath»، در ۲۳ نوامبر منتشر شد.
گروه در ۱۹ ژانویهٔ ۲۰۲۱، به‌دنبال اتمام قرارداد خود، جی‌وای‌پی اینترتینمنت را ترک کرد.

## اعضا
| اسم استیج | اسم کامل                 | زادروز                   | ملیت                | موقعیت در گروه                            |
| --------- | ------------------------ | ------------------------ | ------------------- | ----------------------------------------- |
| مارک      | مارک یی-ان توآن          | ۴ سپتامبر ۱۹۹۳ ‏(۳۱ سال)  | ایالات متحده آمریکا | رپر اصلی-چهره گروه                        |
| جی بی     | ایم جه-بوم               | ۶ ژانویهٔ ۱۹۹۴ ‏(۳۱ سال)   | کره جنوبی           | ووکال-لیدر-ترانه‌سرا                       |
| جکسون     | جکسون وانگ               | ۲۸ مارس ۱۹۹۴ ‏(۳۱ سال)    | هنگ کنگ             | لید رپر-ترانه‌سرا-چهره                     |
| جین یونگ  | پارک جین-یونگ            | ۲۲ سپتامبر ۱۹۹۴ ‏(۳۰ سال) | کره جنوبی           | ووکال -سنتر-ویژوال-رقصنده اصلی-بازیگر     |
| یونگجه    | چوی یونگ-جه              | ۱۷ سپتامبر ۱۹۹۶ ‏(۲۸ سال) | کره جنوبی           | ووکال اصلی-ترانه‌سرا                       |
| بم‌بم      | کان‌پیموک بهوواکول(بم بم) | ۲ مهٔ ۱۹۹۷ ‏(۲۷ سال)       | تایلند              | رپر                                       |
| یوگیوم    | کیم یو-گیوم              | ۱۷ نوامبر ۱۹۹۷ ‏(۲۷ سال)  | کره جنوبی           | ووکال - رقصنده اصلی - مکنه (کوچکترین عضو) |

## ترانه‌شناسی

### آلبوم‌ها
فول آلبوم‌ها
- (2014) Identify
- (2016) Flight Log: Turbulence
- Present:YOU (2018)
- Breath of Love: Last Piece (2020)

مینی آلبوم‌ها
- GOT IT? (2014)
- GOT LOVE (2014)
- Just Right (2015)
- MAD (2015)
- Flight Log: Departure (2016)
- (2017) Flight Log: Arrival
- (2017) 7For ۷
- (2018) EYES ON YOU
- (2019) Spinning Top: Between Security & Insecurity
- (Call My Name (2019
- (2020) DYE
- (2022) Got7

#### ریپکیج‌ها
- (2015) MAD Winter Edition
- Present: You &Me Edition